# Popova skála
Der Popova skála (deutsch Pfaffenstein) ist ein 565 m hoher Berg im Lausitzer Gebirge, dessen Gipfel aus einem markanten Sandsteinfelsen besteht. 
Er stellt eine Dominante des nordöstlichen Lausitzer Gebirges dar. Aus der Ferne sieht der Felsen einer Burgruine ähnlich. 

## Lage und Umgebung
Der Felssporn des Popova skála thront über dem Weißbachtal, das die Grenze zwischen Tschechien und Deutschland bildet. Vom Felsen hat man eine der schönsten Aussichten auf das Lausitzer Gebirge, das Riesengebirge, das Isergebirge, den Jeschken, die Vulkankegel des nordböhmischen Berglandes, den Hochwald, das Zittauer Gebirge und zur Landeskrone bei Görlitz sowie auf die Städte Zittau und Hrádek nad Nisou (Grottau). 

## Geschichte
Der Pfaffenstein wurde im Jahr 1893 klettertechnisch erschlossen. Im Jahre 1907 wurde der Felsen vom Gebirgsverein Lückendorf mit einer eisernen Treppe zugänglich gemacht. Ein Jahr später wurde am Fuße des Felsens vom Lückendorfer Gebirgsverein eine kleine hölzerne Schutzhütte errichtet, die den Namen „Hugo-Hütte“ trug. Namensgeber war Hugo Lubisch sen. aus Lückendorf, ein erfolgreicher Bohringenieur und Tiefbohrunternehmer. Von ihr sind heute nur noch Fundamentreste zu sehen. Auch heute ist der Pfaffenstein ein bedeutendes Kletterziel. Neunzehn Kletterwege bis zur Schwierigkeit IXa (Sächsische Skala) führen zum Gipfel.
Zu Beginn des Jahres 1934 löste sich der Gipfelfelsen und drohte abzustürzen. Mitglieder des Deutschen Gebirgsvereins für das Jeschken- und Isergebirge sicherten deshalb den Felsen mit einer Mauer aus Sandsteinquadern. 
Südöstlich des Pfaffensteins wurde früher Sandstein abgebaut. Südwestlich befinden sich einige Eisenerzabbaustellen. 

## Namensherkunft
Der Name Pfaffenstein leitet sich nicht von Pfaffe ab, sondern von einer Sagengestalt, welche als altes Männlein in den Felsen hausen und durch Pfeifen (= Pfaffen) unheilvolle Ereignisse vorhersagen soll. 

## Wege zum Gipfel
Von deutscher Seite aus erreicht man den Gipfel am besten vom Forsthaus Lückendorf, über den Grenzübergang (Fußgänger) im oberen Weißbachtal, vorbei am Hufeisenstein. Beschwerlicher ist der Weg von Hartau (Zittau) oder dem tschechischen Hrádek nad Nisou (Grottau). Von Loučná (Görsdorf) führen Wege zum Gipfel über den Sedlecký Špičák (Spitzberg [544 m], blaue Markierung), durch das Weißbachtal oder hinauf nach Dolní Sedlo (Spittelgrund) und durch das Krásný důl (Kaisergrund).

## Geologie
Der Gipfelbereich um den Popova skála ähnelt einer Anhäufung wild durcheinander liegender riesiger Steinblöcke. Die Sandsteinfelsen wurden hier durch tektonische Kräfte in unterschiedlichen Winkeln aufgestellt. Fortschreitende Verwitterung schuf bizarre Formen. Es entstanden steil abfallende Felswände (Aussichtskanzel auf dem Gipfel) sowie durch übereinanderliegende Blöcke geschaffene Höhlen und Felstore. 

## Galerie

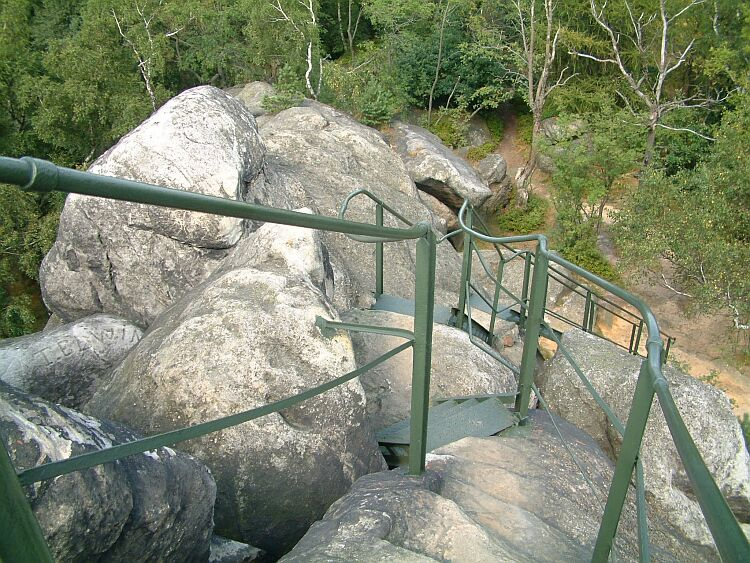
Treppenanlage
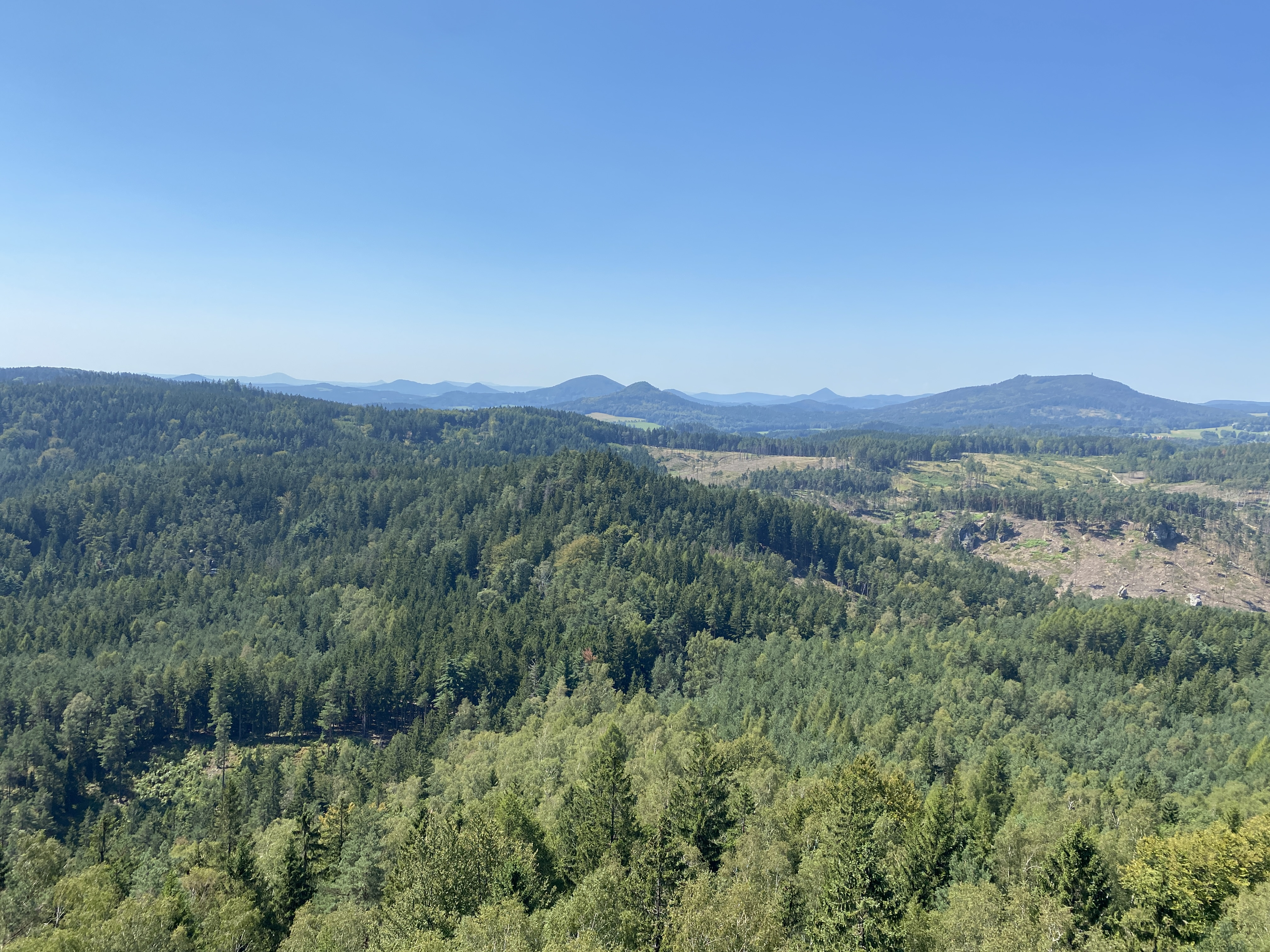
Aussicht vom Gipfel Richtung Westen
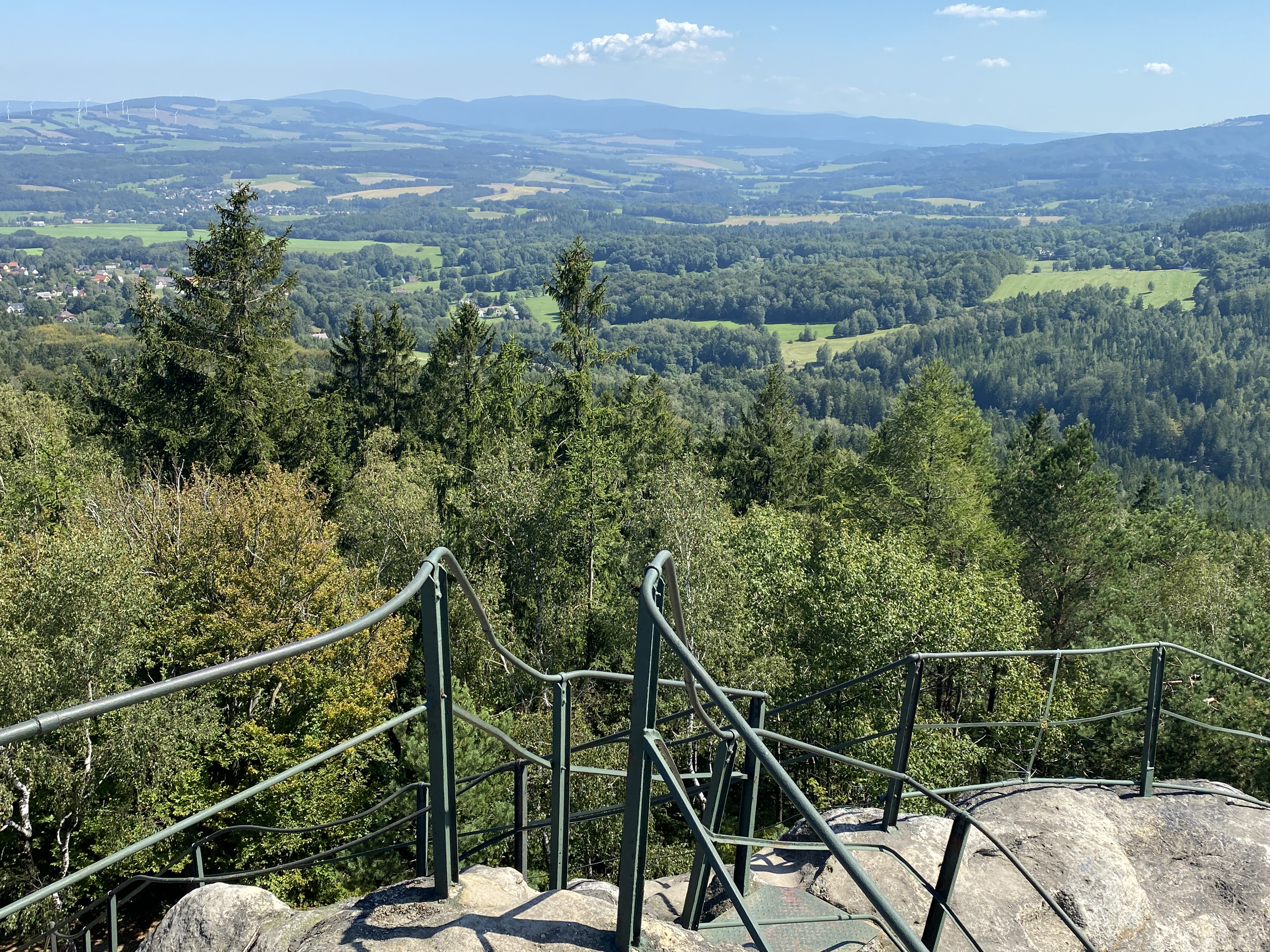
Aussicht vom Gipfel Richtung Nordosten